# Luciano Chailly
Luciano Chailly (Ferrara, 19 januari 1920 – Milaan, 24 december 2002) was een Italiaans componist en de vader van Riccardo Chailly. Hij studeerde aan de conservatoria van Bologna en Milaan, en bij Hindemith in Salzburg. Buiten Italië is hij nauwelijks bekend.
Chailly is componist van twaalf opera's en was van 1968 tot 1971 artistiek leider van La Scala in Milaan. Tussen 1973 en 1975 was hij artistiek leider van Teatro Regio in Turijn.
- Bibliothèque nationale de France: cb13558073m (data)
- Gemeinsame Normdatei: 119379651
- International Standard Name Identifier: 0000 0000 8091 9463
- Library of Congress Control Number: n83178768
- MusicBrainz: 66e78d6c-a041-415d-b341-2abe0ae56bde
- Nationale bibliotheek van Australië: 36553010
- Nederlandse Thesaurus van Auteursnamen: 102397554
- Istituto Centrale per il Catalogo Unico: CFIV006520
- LIBRIS: 216466
- SNAC: w66q2355
- Système universitaire de documentation: 079995772
- Virtual International Authority File: 12471874
- WorldCat: E39PBJtxkb8YyFhMTGMFTP4g8C